# Totley
Totley är en förort till Sheffield, i distriktet Sheffield, i grevskapet i South Yorkshire, i England. Totley var en civil parish 1866–1934 när blev den en del av Sheffield. Civil parish hade 1 451 invånare år 1931. Totley nämns i Domesday Book 1086 som Totingelei, vilket betyder en skogsglänta som tillhör Tota (antagligen en saxargreve). Genom distriktet rinner Totley Brook och the Old Hay Brook som är källorna till floden Sheaf. Totley tunnel är Storbritanniens längsta järnvägstunnel under jord och är 5,7 km lång.